# Kachi Asatiani
Kachi Asatiani (gruz. კახი ასათიანი, ur. 1 stycznia 1947 w Telawi, zm. 20 listopada 2002 w Tbilisi) – gruziński piłkarz występujący na pozycji pomocnika, reprezentant Związku Radzieckiego, trener i działacz sportowy.

## Kariera piłkarska
Przez całą karierę zawodniczą związany z najbardziej utytułowanym klubem z Gruzji – Dinamem Tbilisi, barwy którego reprezentował w latach 1965–1975 i przed 10 kolejnych sezonów należał do jego kluczowych zawodników. W reprezentacji ZSRR od 3 marca 1968 do 2 lipca 1972 rozegrał 16 meczów, strzelił 5 bramek. Występował na mistrzostwach świata w Meksyku w 1970. Po kontuzji, której doznał w sezonie 1973 w meczu z Araratem Erywań nie mógł odzyskać formy i został zmuszony do przedwczesnego zakończenia kariery w wieku 28 lat.

## Kariera trenera i działacza
Jeszcze jako piłkarz, w 1973 ukończył studia w Gruzińskim Instytucie Gospodarki Rolnej. Po zakończeniu kariery zawodniczej był dalej związany z Dinamem Tbilisi. Pracował tam jako kierownik drużyny (1978–1982) oraz pierwszy trener (1987). W latach 1990–2000 pełnił funkcję ministra sportu i turystyki niepodległej Gruzji. Podał się do dymisji po nieudanym występie gruzińskich sportowców na Igrzyskach w Sydney. Następnie zajmował stanowisko wiceprezydenta gruzińskich linii lotniczych „Airzena”. Został zastrzelony w niewyjaśnionych okolicznościach 20 listopada 2002 w Tbilisi.